# 许广平
许广平（1898年2月12日—1968年3月3日），原名许崇媊，笔名景宋，人稱許景宋，女，广东广州人，中国政治人物、社会活动家，1949年后历任政务院副秘书长、全国人大常委、全国政协常委、全国妇联副主席、中国民主促进会副主席、全国文联主席团委员等职务。
许广平是作家鲁迅的學生，後與其同居。
1968年3月，许广平在北京病逝，终年70岁。

## 生平

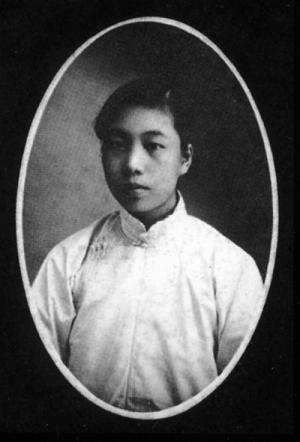
年輕時期的許廣平

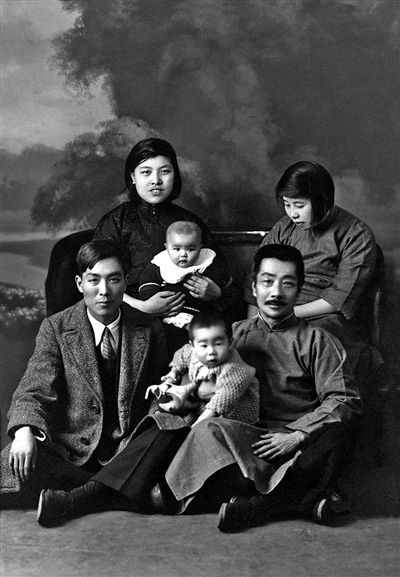
鲁迅（前排右一）全家与冯雪峰（前排左一）全家，1931年4月20日摄于上海。鲁迅抱着的孩子是周海婴，身后是其伴侣许广平

1898年2月12日（光绪二十四年正月二十二日），許廣平出生于出身廣州名門西關許氏。祖父许应鑅是慈禧太后重用的大臣，曾任浙江巡抚；族兄許崇智曾任粵軍總司令；另一位族兄許崇清則為廣州前教育局長。
1918年入天津直隶第一女子师范学校。五四运动期间参加天津女界爱国同志会和觉悟社活动。1922年毕业后，又考入北京女子高等师范学校国文系就学，成为鲁迅和許壽裳、易培基的学生，於1926年毕业。
許廣平在校期間與教授魯迅一起發起揭批驅逐改北京女子师范大学后首任校長杨荫榆的運動，因此產生感情，毕业前一年在报上向鲁迅公開表白。1927年两人在广州同居。不久移居上海。1929年，在上海誕下兩人獨子周海嬰，其後繼續與魯迅同居直至其1936年逝世。
1949年中华人民共和国成立后，许广平历任中央人民政府政务院副秘书长，全国妇联副主席，中国文学艺术界联合会副主席等职。1954年，她当选为第一届全国人大代表，9月出席第一届全国人大第一次会议讨论宪法草案，期间并发言。
她是中國民主促進會第三届中央秘书长，第四、五届中央副主席；第一至三届中国人民政治协商会议全国委员会常务委员会委員，第一至三届全国人民代表大会常务委员会委員。1960年加入中國共産黨。
1968年3月3日因病在北京逝世。

## 作品
1. 《同行者》 发表于1925年10月12日，是她以“平林”为笔名撰写的文章，在鲁迅主编的《国民新报》副刊乙刊上刊登。
2. 《两地书》[3] 出版于1933年4月，是她与鲁迅在1925年3月至1929年6月间的通信结集，共收信一百三十五封，该书由上海青光书局出版。
3. 《欣慰的纪念》[4] 出版于1951年7月，是她于1936年到1949年期间所写的纪念鲁迅回忆片断，该书由人民文学出版社出版。
4. 《关于鲁迅的生活》[5] 出版于1954年6月，是她所作9篇鲁迅回忆文章的结集，该书由人民文学出版社出版。
5. 《鲁迅回忆录》[6] 出版于1961年5月，是她在当局要求和指导下写成，发表前经过“创作组”修改，该书由北京作家出版社出版。